# Ercheia polychroma
Ercheia polychroma är en fjärilsart som beskrevs av Walker 1858. Ercheia polychroma ingår i släktet Ercheia och familjen nattflyn. Inga underarter finns listade i Catalogue of Life.